# Charles X của Pháp
Charles X (Charles Philippe; 9 tháng 10 năm 1757 – 6 tháng 11 năm 1836) là Vua của Pháp từ ngày 16 tháng 9 năm 1824 đến khi thoái vị vào ngày 2 tháng 8 năm 1830. Ông là em trai của Vua Louis XVI và Louis XVIII. Sau khi Bourbon phục hoàng năm 1814, Charles (với tư cách là người thừa kế hợp pháp) đã trở thành thủ lĩnh của phe bảo hoàng cực đoan, một phe theo chủ nghĩa quân chủ cấp tiến trong triều đình Pháp, phe này khẳng định chế độ quân chủ chuyên chế theo quyền thiêng liêng và phản đối các nhượng bộ của chế độ quân chủ lập hiến đối với những người theo chủ nghĩa tự do và các đảm bảo về quyền tự do dân sự được Hiến chương năm 1814 ban hành. Charles đã giành được ảnh hưởng trong triều đình Pháp sau vụ ám sát con trai ông là Charles Ferdinand, Công tước xứ Berry, vào năm 1820 và kế vị anh trai mình là Louis XVIII vào năm 1824.
Triều đại của Charles kéo dài gần 6 năm đã chứng tỏ là vô cùng không được lòng những người theo chủ nghĩa tự do ở Pháp ngay từ thời điểm ông đăng quang vào năm 1825, khi ông cố gắng khôi phục lại việc thực hành nghi lễ hoàng gia. Các chính phủ được bổ nhiệm dưới triều đại của ông đã hoàn trả cho những chủ đất trước đây vì đã bãi bỏ chế độ phong kiến bằng cách lấy tiền của những người sở hữu trái phiếu, tăng quyền lực của Giáo hội Công giáo và áp dụng lại án tử hình đối với tội phạm thánh, dẫn đến xung đột với Viện Đại biểu có đa số nghị sĩ theo chủ nghĩa tự do. Charles cũng chấp thuận việc Pháp chinh phục Algeria như một cách để đánh lạc hướng công dân của mình khỏi các vấn đề trong nước và buộc Haiti phải trả một khoản bồi thường lớn để đổi lấy việc dỡ bỏ lệnh phong tỏa và được Pháp công nhận quyền độc lập. Cuối cùng, ông đã bổ nhiệm một chính phủ bảo thủ dưới quyền thủ tướng Thân vương Jules de Polignac, người đã bị đánh bại trong cuộc bầu cử lập pháp Pháp năm 1830. Ông đã đáp trả bằng các Sắc lệnh tháng 7 (Chiếu dụ Saint-Cloud) giải tán Viện Đại biểu, hạn chế quyền bầu cử và áp dụng lại chế độ kiểm duyệt báo chí. Trong vòng một tuần, Paris phải đối mặt với các cuộc bạo loạn đô thị dẫn đến Cách mạng tháng Bảy năm 1830, dẫn đến việc ông thoái vị và các hậu duệ của ông bị loại khỏi hàng kế vị ngai vàng, Louis Philippe, Công tước xứ Orleans đã được bầu lên ngai vàng Pháp với vương hiệu Louis Philippe I.
Charles sống lưu vong và qua đời vào năm 1836 tại Gorizia, khi đó là một phần của Đế quốc Áo. Ông là người cai trị cuối cùng của Pháp từ nhánh cao cấp của Nhà Bourbon.
Mặc dù hậu duệ nam của Charles X đã tuyệt tự sau cái chết không con của Henri d'Artois vào năm 1880, nhánh cao cấp của Nhà Bourbon vẫn tồn tại cho đến ngày nay ở dòng dõi nữ thông qua cháu gái của ông là Thân vương nữ Louise xứ Artois, chị gái của Henri: Louise kết hôn với người họ hàng xa của mình là Carlo III xứ Parma, người xuất thân từ nhánh phụ của Bourbon Tây Ban Nha là Vương tộc Bourbon-Parma, và là mẹ của Công tước xứ Parma cuối cùng, Robert I. Một trong nhiều người con của Robert là Felix, đã kết hôn với Nữ Đại công tước Charlotte của Luxembourg và trở thành ông nội của Đại công tước Luxembourg hiện tại là Đại công tước Henri. Kết quả là, Charles X là tổ tiên của Nhà Luxembourg-Nassau, hiện đang trị vì ở Luxembourg.

## Tiểu sử

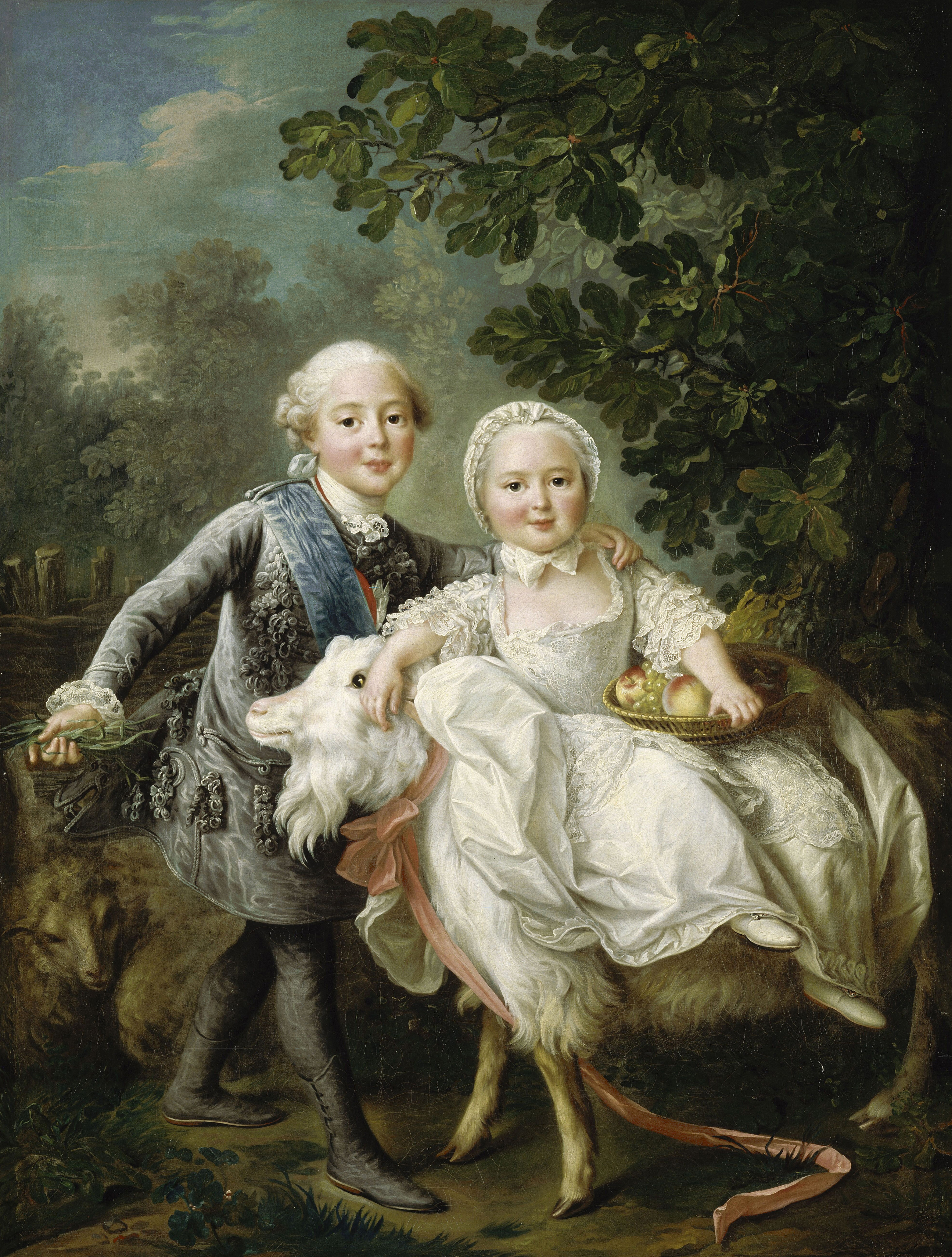
Charles Philippe cùng em gái Clotilde trên lưng một con dê

Charles Philippe sinh năm 1757, là con trai út của Đại thế tử Louis Ferdinand và vợ ông là Maria Josepha của Ba Lan, tại Cung điện Versailles. Charles được ông nội là Vua Louis XV, phong làm Bá tước xứ Artois ngay từ khi mới sinh. Là con trai út trong gia đình, Charles dường như không bao giờ có thể trở thành vua. Anh trai cả của ông, Louis, Công tước xứ Burgundy, qua đời đột ngột vào năm 1761, điều này khiến Charles được đưa lên một vị trí trong danh sách kế vị. Ông được Madame de Marsan, Gia sư triều đình Pháp, nuôi dưỡng từ nhỏ. Khi cha ông qua đời vào năm 1765, người anh trai lớn tuổi nhất còn sống của Charles là Louis Auguste, trở thành Đại thế tử mới (người thừa kế ngai vàng của Pháp). Mẹ của họ, Marie Josèphe, người không bao giờ hồi phục sau khi mất chồng, đã qua đời vào tháng 3 năm 1767 vì bệnh lao. Điều này khiến Charles trở thành trẻ mồ côi khi mới 9 tuổi, cùng với các anh chị em của mình là Louis Auguste, Louis Stanislas, Bá tước xứ Provence, Vương nữ Clotilde và Vương nữ Élisabeth.
Louis XV lâm bệnh vào ngày 27 tháng 4 năm 1774 và qua đời vào ngày 10 tháng 5 vì bệnh đậu mùa ở tuổi 64. Cháu trai của ông là Louis-Auguste kế vị ông với tư cách là Vua Louis XVI.

## Hôn nhân và Gia đình

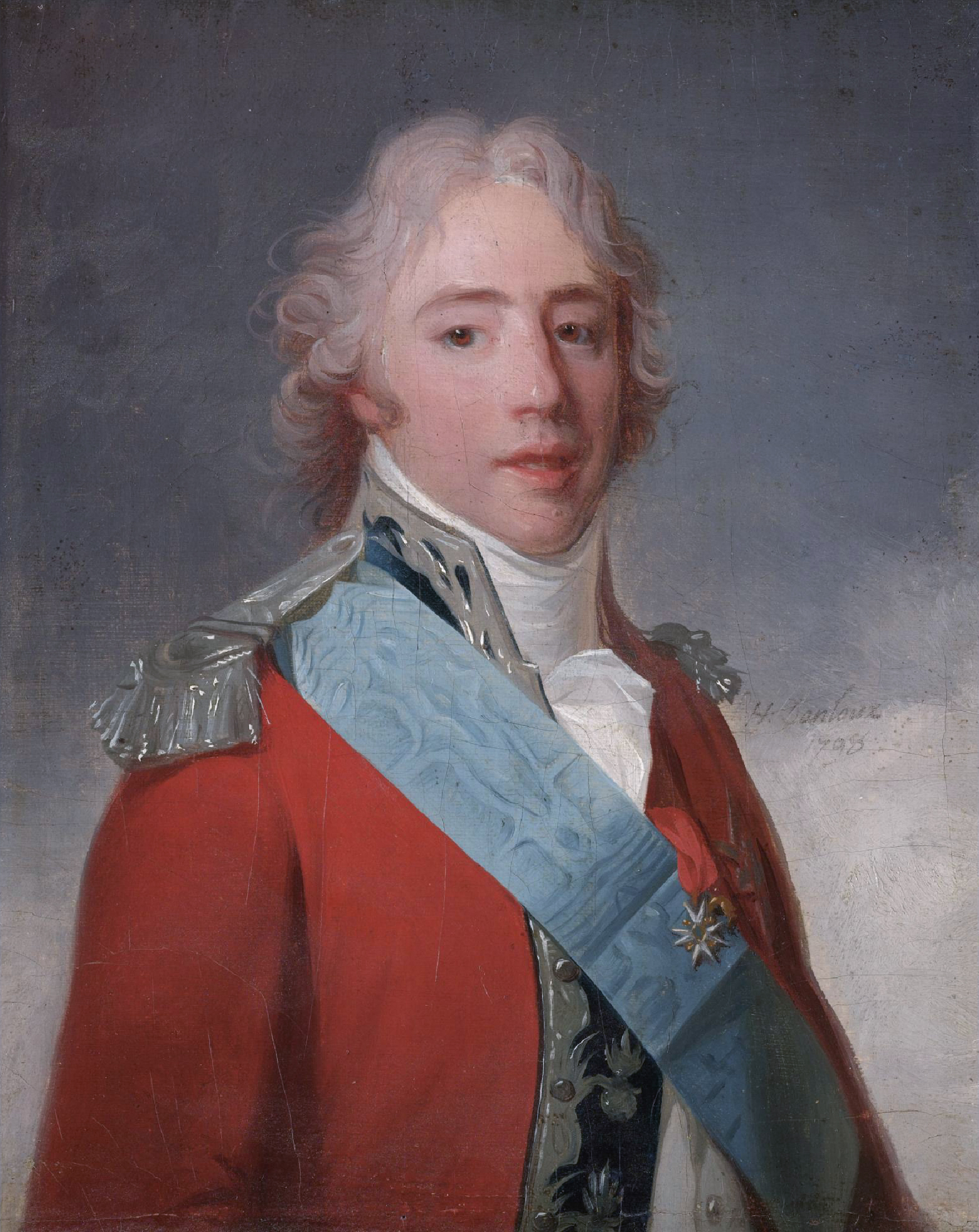
Charles với tư cách là Bá tước Artois năm 1798. Chân dung của Henri-Pierre Danloux

Vào tháng 11 năm 1773, Charles kết hôn với Vương nữ Maria Teresa của Sardegna, con gái của Vittorio Amadeo III của Sardegna và María Antonia Fernanda của Tây Ban Nha.
Năm 1775, Marie Thérèse sinh một bé trai là Louis Antoine, được Louis XVI phong làm Công tước xứ Angoulême. Louis-Antoine là người đàn ông đầu tiên trong thế hệ Bourbon tiếp theo, vì lúc đó, hai người anh trai là Louis XVI và Bá tước xứ Provence vẫn chưa có con, khiến những người theo chủ nghĩa Tự do ở Paris (những người viết tờ rơi gây sốc về những nhân vật quan trọng trong triều đình và chính trị) chế giễu sự bất lực của nhà vua. Ba năm sau, vào năm 1778, con trai thứ hai của Charles là Charles Ferdinand, chào đời và được phong làm Công tước xứ Berry. Cùng năm đó, Vương hậu Marie Antoinette sinh đứa con đầu lòng là Vương nữ Marie Thérèse, dập tắt mọi tin đồn rằng bà không thể sinh con.
Charles được coi là thành viên hấp dẫn nhất trong gia đình, vì ông có ngoại hình rất giống với ông nội Louis XV.  Vợ ông được hầu hết những người đương thời coi là khá xấu xí, và ông đã tìm kiếm bạn đồng hành trong nhiều mối quan hệ ngoài luồng. Theo Bá tước Hézecques, "ít người đẹp nào tàn nhẫn với ông". Trong số những người tình của ông đáng chú ý có Anne Victoire Dervieux. Sau đó, ông bắt đầu mối tình kéo dài suốt đời với người đẹp Louise de Polastron, em chồng của người bạn thân thiết nhất của Vương hậu Marie Antoinette là Công tước phu nhân xứ Polignac.
Charles cũng đã xây dựng một tình bạn bền chặt với chính Marie Antoinette, người mà ông gặp lần đầu tiên khi bà đến Pháp vào tháng 4 năm 1770 khi ông mới 12 tuổi. Mối quan hệ gần gũi đến mức ông bị những kẻ tung tin đồn ở Paris vu khống là đã quyến rũ bà. Là một phần trong giới thượng lưu của Marie Antoinette, Charles thường xuất hiện đối diện với bà tại nhà hát riêng của nơi nghỉ dưỡng hoàng gia yêu thích của bà, Petit Trianon. Cả hai đều được cho là những diễn viên nghiệp dư rất tài năng. Marie Antoinette đóng vai người vắt sữa, người chăn cừu và phụ nữ nông thôn, trong khi Charles đóng vai người tình, người hầu và nông dân.

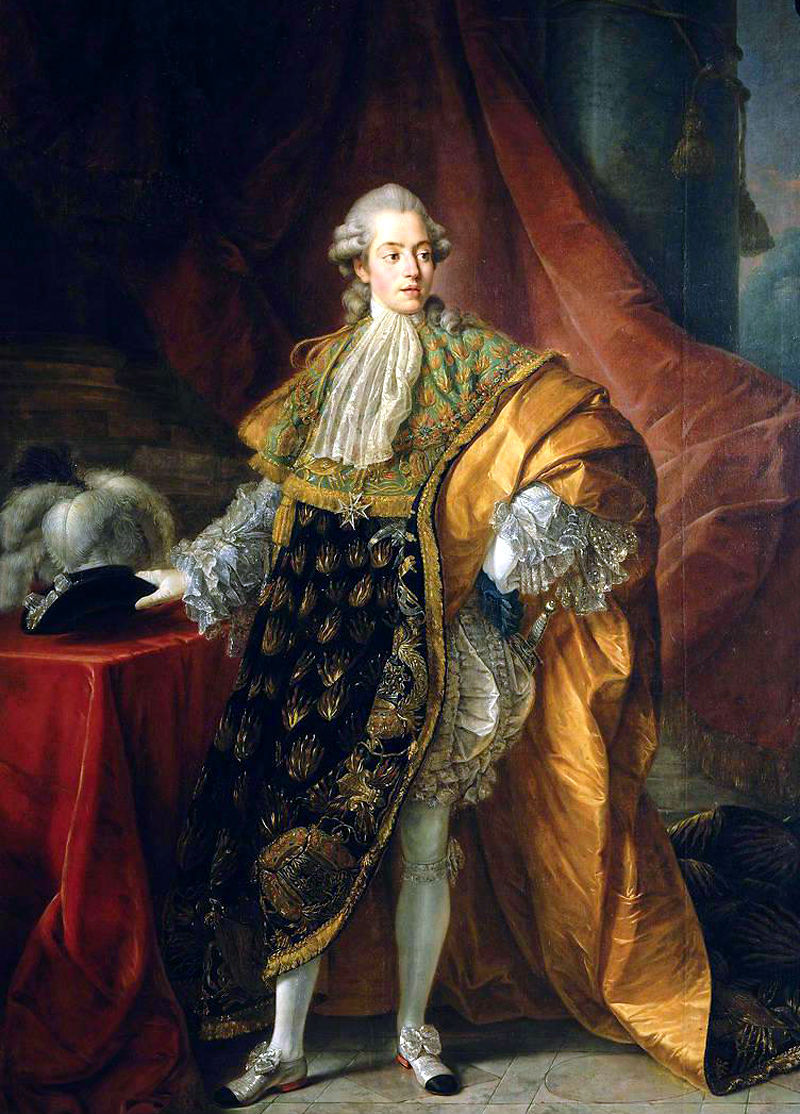
Chân dung Bá tước Artois (Charles X tương lai) mặc trang phục của Dòng Thánh Linh, của Antoine-François Callet, năm 1775

Một câu chuyện nổi tiếng liên quan đến hai người này là việc xây dựng Lâu đài Bagatelle. Năm 1775, Charles mua một nhà nghỉ săn bắn nhỏ ở Bois de Boulogne. Ông nhanh chóng cho phá bỏ ngôi nhà hiện tại để xây dựng lại. Marie Antoinette đã cược với ông rằng lâu đài mới không thể hoàn thành trong vòng 3 tháng. Charles đã thuê kiến trúc sư tân cổ điển François-Joseph Bélanger thiết kế tòa nhà.
Ông đã thắng cược, với việc Bélanger hoàn thành ngôi nhà trong 63 ngày. Người ta ước tính rằng dự án, bao gồm cả những khu vườn được cắt tỉa cẩn thận, có giá hơn 2 triệu livre. Trong suốt những năm 1770, Charles đã chi tiêu rất xa hoa. Ông đã mang một số nợ khổng lồ, tổng cộng là 21 triệu livre. Vào những năm 1780, Vua Louis XVI đã trả hết nợ cho cả hai em trai của mình, Bá tước xứ Provence (10 triệu livre) và xứ Artois (21 triệu livre).
Vào tháng 3 năm 1778, Charles đã gây ra một vụ bê bối khi ông tấn công Nữ công tước xứ Bourbon là Bathilde d'Orléans, tại một vũ hội hóa trang, trong khi ông "hộ tống [Madame] Canillac, một phụ nữ làng chơi [...] Sau khi trao đổi một vài lời, Nữ công tước tức giận đã với tay lên và giật mặt nạ của ông ra, sau đó ông kéo mũi bà mạnh và đau đớn đến nỗi bà khóc." Chồng bà là Louis Henri, Thân vương xứ Condé, đã thách đấu với ông, trong đó Charles bị thương ở tay. Khi gia đình Bourbon sau đó đi xem một vở kịch, họ đã được chào đón bằng "tiếng reo hò nhiệt tình", mặc dù hai người đã làm hòa vào năm sau. Sự việc này được biết đến với tên gọi: Một sự cố tại vũ hội Opera vào Mardi Gras năm 1778.
Năm 1781, Charles đã làm đại diện cho Hoàng đế Joseph II của Thánh chế La Mã tại lễ rửa tội cho con đỡ đầu của mình, Dauphin Louis Joseph.

## Khủng hoảng và Cách mạng Pháp
Sự thức tỉnh chính trị của Charles bắt đầu với cuộc khủng hoảng lớn đầu tiên của chế độ quân chủ vào năm 1786, khi rõ ràng là vương quốc đã phá sản vì những nỗ lực quân sự trước đó (đặc biệt là Chiến tranh Bảy năm và Chiến tranh Cách mạng Mỹ) và cần cải cách tài chính để tồn tại. Charles ủng hộ việc xóa bỏ các đặc quyền tài chính của tầng lớp quý tộc, nhưng phản đối bất kỳ sự cắt giảm nào đối với các đặc quyền xã hội mà Giáo hội Công giáo hoặc giới quý tộc được hưởng. Ông tin rằng tài chính của Pháp nên được cải cách mà không cần lật đổ chế độ quân chủ. Theo lời của chính ông, đã đến lúc "sửa chữa, không phải phá hủy".
Cuối cùng, Vua Louis XVI đã triệu tập Đại hội đồng các đẳng cấp, vốn đã không được triệu tập trong hơn 150 năm qua, họp vào tháng 5 năm 1789 để phê chuẩn các cải cách tài chính. Cùng với em gái Élisabeth, Charles là thành viên bảo thủ nhất trong gia đình và phản đối các yêu cầu của Đẳng cấp thứ ba (đại diện cho thường dân) nhằm tăng quyền biểu quyết của họ. Điều này đã khiến anh trai ông chỉ trích, người đã cáo buộc ông là "plus royaliste que le roi" ("ủng hộ hoàng gia hơn cả nhà vua"). Vào tháng 6 năm 1789, những người đại diện của Đẳng cấp thứ ba tuyên bố họ là một Quốc hội có ý định cung cấp cho nước Pháp một hiến pháp mới.
Cùng với Nam tước de Breteuil, Charles đã sắp xếp các liên minh chính trị để phế truất bộ trưởng tài chính theo chủ nghĩa tự do là Jacques Necker. Những kế hoạch này đã phản tác dụng khi Charles cố gắng đảm bảo việc sa thải Necker vào ngày 11 tháng 7 mà không có sự cho phép của Breteuil, sớm hơn nhiều so với dự định ban đầu của họ. Đó là khởi đầu cho sự suy giảm trong liên minh chính trị của ông với Breteuil, kết thúc bằng sự căm ghét lẫn nhau.
Việc sa thải Necker đã gây ra cuộc tấn công vào Bastille vào ngày 14 tháng 7. Với sự đồng tình của Louis XVI và Marie Antoinette, Charles và gia đình rời khỏi Pháp ba ngày sau đó, vào ngày 17 tháng 7, cùng với một số cận thần khác. Trong số đó có Công tước phu nhân xứ Polignac, người được vương hậu yêu thích. Chuyến đào tẩu của ông theo lịch sử được cho là do lo sợ cá nhân cho sự an toàn của chính ông. Tuy nhiên, nghiên cứu gần đây chỉ ra rằng Nhà vua đã chấp thuận trước cho sự ra đi của em trai mình, coi đó là một phương tiện để đảm bảo rằng một người họ hàng thân thiết sẽ được tự do hành động như một người phát ngôn cho chế độ quân chủ, sau khi chính Louis đã được chuyển từ Versailles đến Paris.

## Cuộc sống lưu vong

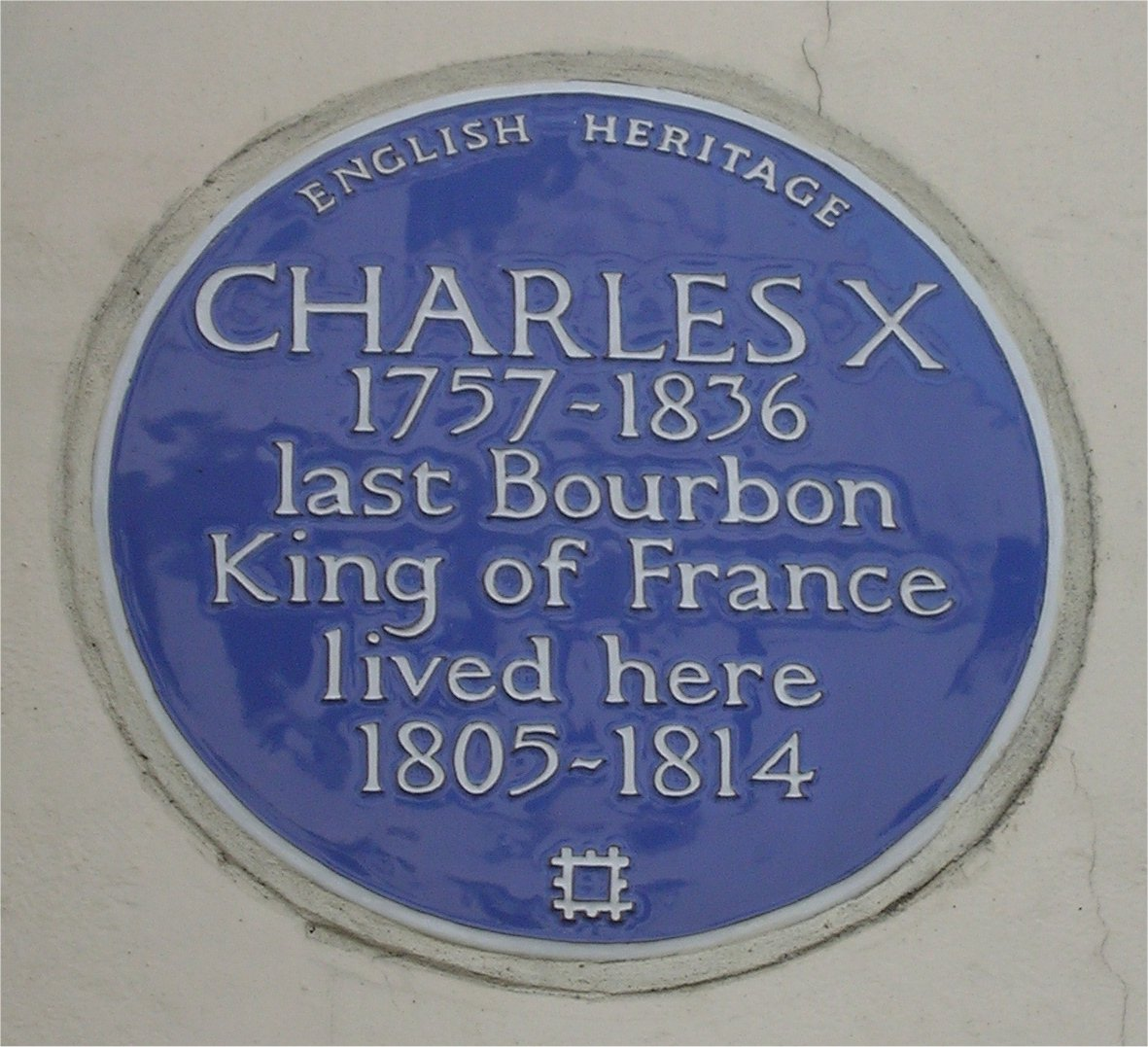
Một Tấm bảng màu xanh tại số 72 Phố South Audley, Mayfair, London, nơi ông sống từ năm 1805 đến năm 1814

Charles và gia đình quyết định tìm nơi ẩn náu ở Savoy, quê hương của vợ ông, nơi họ có thêm một số thành viên của gia đình Thân vương xứ Condé. Trong khi đó, tại Paris, Louis XVI đang đấu tranh với Quốc hội, nơi cam kết cải cách triệt để và đã ban hành Hiến pháp Pháp năm 1791. Vào tháng 3 năm 1791, Quốc hội cũng ban hành dự luật nhiếp chính quy định trường hợp nhà vua qua đời sớm. Trong khi người thừa kế Louis-Charles vẫn còn là trẻ vị thành niên, Bá tước xứ Provence, Công tước xứ Orléans hoặc nếu không có ai trong số họ, một người được bầu sẽ trở thành nhiếp chính, hoàn toàn bỏ qua quyền của Charles, người, trong dòng dõi hoàng gia, đứng giữa Bá tước xứ Provence và Công tước xứ Orléans.
Trong khi đó, Charles rời Turin (ở Ý) và chuyển đến Tuyển hầu xứ Trier ở Đế chế La Mã Thần thánh, nơi cậu của ông, Clemens Wenceslaus xứ Sachsen, là Tuyển đế hầu đương nhiệm. Charles đã chuẩn bị cho một cuộc xâm lược phản cách mạng vào nước Pháp, nhưng một lá thư của Marie Antoinette đã hoãn lại cho đến khi gia đình hoàng gia trốn thoát khỏi Paris và gia nhập một nhóm quân chính quy dưới quyền François Claude Amour, Hầu tước de Bouillé tại Montmédy.
Sau khi nỗ lực trốn thoát bị dừng lại tại Varennes, Charles chuyển đến Koblenz, nơi ông, Bá tước xứ Provence mới trốn thoát và các Thân vương xứ Condé cùng nhau tuyên bố ý định xâm lược nước Pháp. Bá tước xứ Provence đã gửi công văn đến nhiều quốc vương châu Âu để xin hỗ trợ, trong khi Charles thành lập một triều đình lưu vong tại Tuyển hầu xứ Trier. Vào ngày 25 tháng 8, những người cai trị Đế chế La Mã Thần thánh và Vương quốc Phổ đã ban hành Tuyên bố Pillnitz, kêu gọi các cường quốc châu Âu khác can thiệp vào nước Pháp.
Vào ngày đầu năm mới 1792, Quốc hội tuyên bố tất cả những người di cư là kẻ phản quốc, từ chối quyền sở hữu của họ và tịch thu đất đai của họ. Biện pháp này được tiếp nối bằng lệnh đình chỉ và cuối cùng là bãi bỏ chế độ quân chủ vào tháng 9 năm 1792. Gia đình hoàng gia bị cầm tù, cựu vương và vương hậu cuối cùng đã bị hành quyết vào năm 1793. Cựu vương tử trẻ tuổi qua đời vì bệnh tật và bị bỏ bê vào năm 1795.
Khi Chiến tranh Cách mạng Pháp nổ ra vào năm 1792, Charles trốn sang Anh, nơi Vua George III đã cấp cho ông một khoản trợ cấp hậu hĩnh. Charles sống ở Edinburgh và London với tình nhân Louise de Polastron. Anh trai của ông, được phong là Louis XVIII sau cái chết của cháu trai vào tháng 6 năm 1795, đã chuyển đến Verona và sau đó đến Cung điện Jelgava, Mitau, nơi con trai của Charles là Louis Antoine kết hôn với người con duy nhất còn sống của Louis XVI là Marie Thérèse, vào ngày 10 tháng 6 năm 1799. Năm 1802, Charles đã chu cấp cho anh trai mình vài nghìn bảng Anh. Năm 1807, Louis XVIII chuyển đến Vương quốc Anh.

## Bourbon phục hoàng

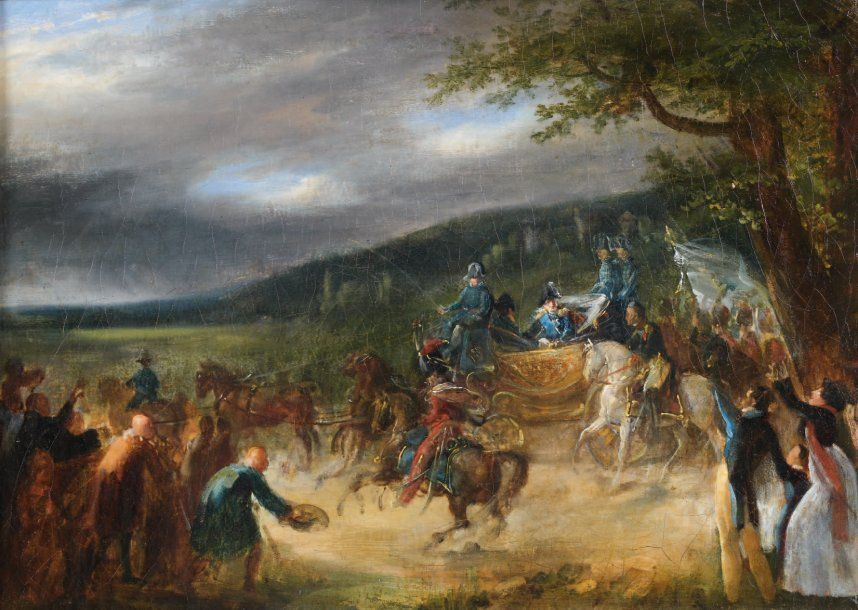
Sự trở lại của Charles X của Pauline Auzou

Vào tháng 1 năm 1814, Charles bí mật rời khỏi nhà mình ở London để gia nhập lực lượng Liên minh ở miền nam nước Pháp. Louis XVIII, lúc đó phải ngồi xe lăn, đã cung cấp cho Charles giấy phép thành lập Lieutenant General của Vương quốc Pháp. Vào ngày 31 tháng 3, quân Đồng minh chiếm được Paris. Một tuần sau, Hoàng đế Napoleon I thoái vị. Thượng viện tuyên bố khôi phục chế độ quân chủ Bourbon, với Louis XVIII là Vua của Pháp. Charles (bây giờ là người thừa kế hợp pháp) đã đến thủ đô vào ngày 12 tháng 4 và giữ chức Lieutenant General của vương quốc cho đến khi Louis XVIII từ Vương quốc Anh trở về. Trong nhiệm kỳ ngắn ngủi của mình với tư cách là nhiếp chính, Charles đã thành lập một lực lượng cảnh sát mật cực kỳ bảo hoàng, báo cáo trực tiếp với ông mà không có sự cho phép của Louis XVIII. Lực lượng này hoạt động trong hơn 5 năm.
Louis XVIII được người dân Paris chào đón nồng nhiệt và tiến hành chiếm giữ Cung điện Tuileries. Nữ công tước Angoulême đã ngất xỉu khi đến cung điện, vì nó gợi lại những ký ức kinh hoàng về việc gia đình bà bị giam cầm ở đó, và về cuộc tấn công cung điện và vụ thảm sát Đội cận vệ Thụy Sĩ vào ngày 10 tháng 8 năm 1792.
Theo lời khuyên của quân đội đồng minh chiếm đóng, Louis XVIII đã ban hành một hiến pháp tự do, Hiến chương năm 1814, trong đó quy định về cơ quan lập pháp lưỡng viện, một đơn vị bầu cử gồm 90.000 người và quyền tự do tôn giáo.
Sau Triều đại Trăm ngày, thời gian ngắn ngủi Napoleon trở lại nắm quyền vào năm 1815, Khủng bố Trắng chủ yếu tập trung vào việc thanh trừng một chính quyền dân sự gần như hoàn toàn chống lại chế độ quân chủ Bourbon. Khoảng 70.000 quan chức đã bị cách chức. Những tàn dư của quân đội Napoleon đã bị giải tán sau Trận Waterloo và các sĩ quan cấp cao của nó đã bị cách chức. Thống chế Ney đã bị xử tử vì tội phản quốc, và Thống chế Brune đã bị đám đông sát hại. Khoảng 6.000 cá nhân đã tập hợp lại với Napoleon đã bị đưa ra xét xử. Có khoảng 300 vụ hành quyết tập thể ở miền nam nước Pháp, đáng chú ý là ở Marseille, nơi một số người lính Mamluk của Napoleon chuẩn bị trở về Ai Cập đã bị thảm sát trong doanh trại của họ.

## Em trai của nhà vua và người thừa kế hợp pháp

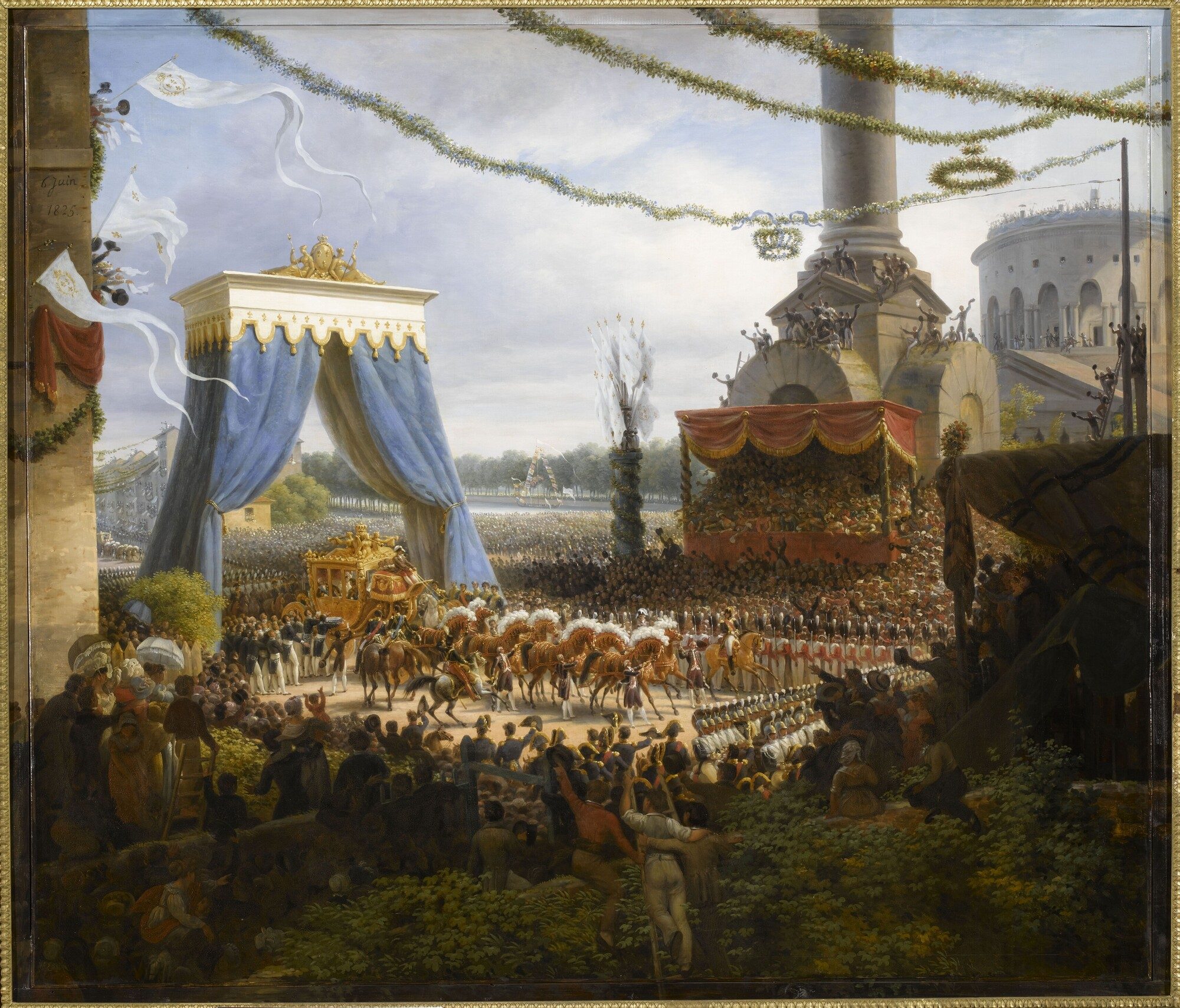
Charles X tiến vào Paris sau lễ đăng quang của Louis-François Lejeune, 1825

Trong khi nhà vua vẫn giữ nguyên hiến chương tự do, Charles đã bảo trợ cho các thành viên của phe bảo hoàng cực đoan trong quốc hội, chẳng hạn như Jules de Polignac, nhà văn François-René de Chateaubriand và Joseph de Villèle. Trong nhiều lần, Charles đã lên tiếng phản đối các bộ trưởng tự do của anh trai mình và đe dọa sẽ rời khỏi đất nước trừ khi Louis XVIII sa thải họ. Ngược lại, Louis lo sợ rằng khuynh hướng bảo hoàng cực đoan của em trai mình và người thừa kế hợp pháp sẽ khiến gia đình phải lưu vong một lần nữa (và cuối cùng họ đã làm như vậy).
Vào ngày 14 tháng 2 năm 1820, con trai út của Charles là Công tước xứ Berry, đã bị ám sát tại Nhà hát Opera Paris. Sự mất mát này không chỉ khiến gia đình đau buồn mà còn khiến quyền kế vị bị đe dọa, vì con trai cả của Charles là Công tước xứ Angoulême, không có con. Việc thiếu người thừa kế nam trong dòng chính Bourbon làm dấy lên viễn cảnh ngai vàng được truyền cho Công tước xứ Orléans và những người thừa kế của ông, điều này khiến những người cực đoan bảo thủ hơn kinh hoàng. Quốc hội đã tranh luận về việc bãi bỏ luật Salic, luật này loại trừ phụ nữ khỏi quyền kế vị và từ lâu đã được coi là bất khả xâm phạm. Tuy nhiên, góa phụ của Công tước xứ Berry là Maria Carolina Ferdinanda của Hai Sicilie, đã được phát hiện đang mang thai và vào ngày 29 tháng 9 năm 1820, đã sinh ra một người con trai và sau được phong là Henry, Công tước xứ Bordeaux. Sự ra đời của ông được ca ngợi là "do Chúa ban tặng", và người dân Pháp đã mua cho ông Lâu đài Chambord để ăn mừng ngày sinh của ông. Kết quả là, bác của ông, Louis XVIII, đã thêm danh hiệu Bá tước xứ Chambord, do đó Henri, Bá tước xứ Chambord, cái tên mà ông thường được biết đến.

## Vua nước Pháp

### Lễ lên ngôi và lễ đăng quang
Sức khỏe của vua Louis XVIII, anh trai của Charles, đã xấu đi kể từ đầu năm 1824. Bị hoại tử cả khô và ướt ở chân và cột sống, ông qua đời vào ngày 16 tháng 9 năm đó, thọ gần 69 tuổi. Charles, lúc này đã 66 tuổi, kế vị ngai vàng của anh trai mình với vương hiệu là Vua Charles X. Vào ngày 29 tháng 5 năm 1825, Vua Charles được xức dầu tại nhà thờ chính tòa Reims, địa điểm truyền thống để tấn phong các vị vua Pháp; nơi này đã không được sử dụng kể từ năm 1775, vì Louis XVIII đã từ bỏ buổi lễ để tránh gây tranh cãi và vì sức khỏe của ông quá yếu. Chính tại nhà thờ chính tòa Notre-Dame đáng kính ở Paris, Napoleon lên ngôi hoàng đế; nhưng khi lên ngôi, Charles đã quay trở lại nơi đăng quang cũ mà các vị vua của Pháp đã sử dụng từ thời kỳ đầu của chế độ quân chủ. Lễ đăng quang cuối cùng được tổ chức ở đó là lễ đăng quang của Louis XVI vào năm 1775.

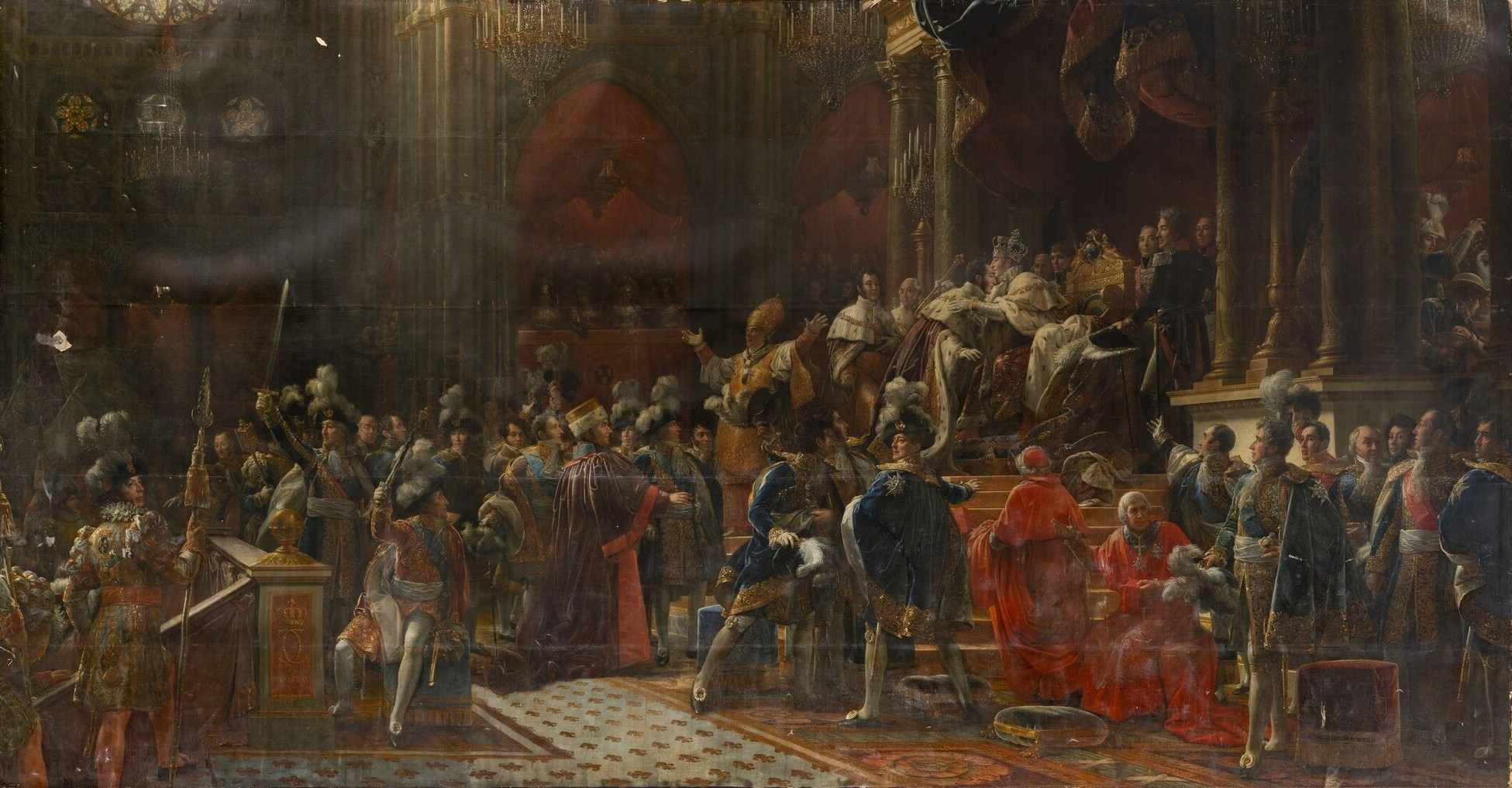
Lễ đăng quang của Charles X của François Gérard. Lễ tấn phong Charles X làm Vua của Pháp tại Nhà thờ Reims

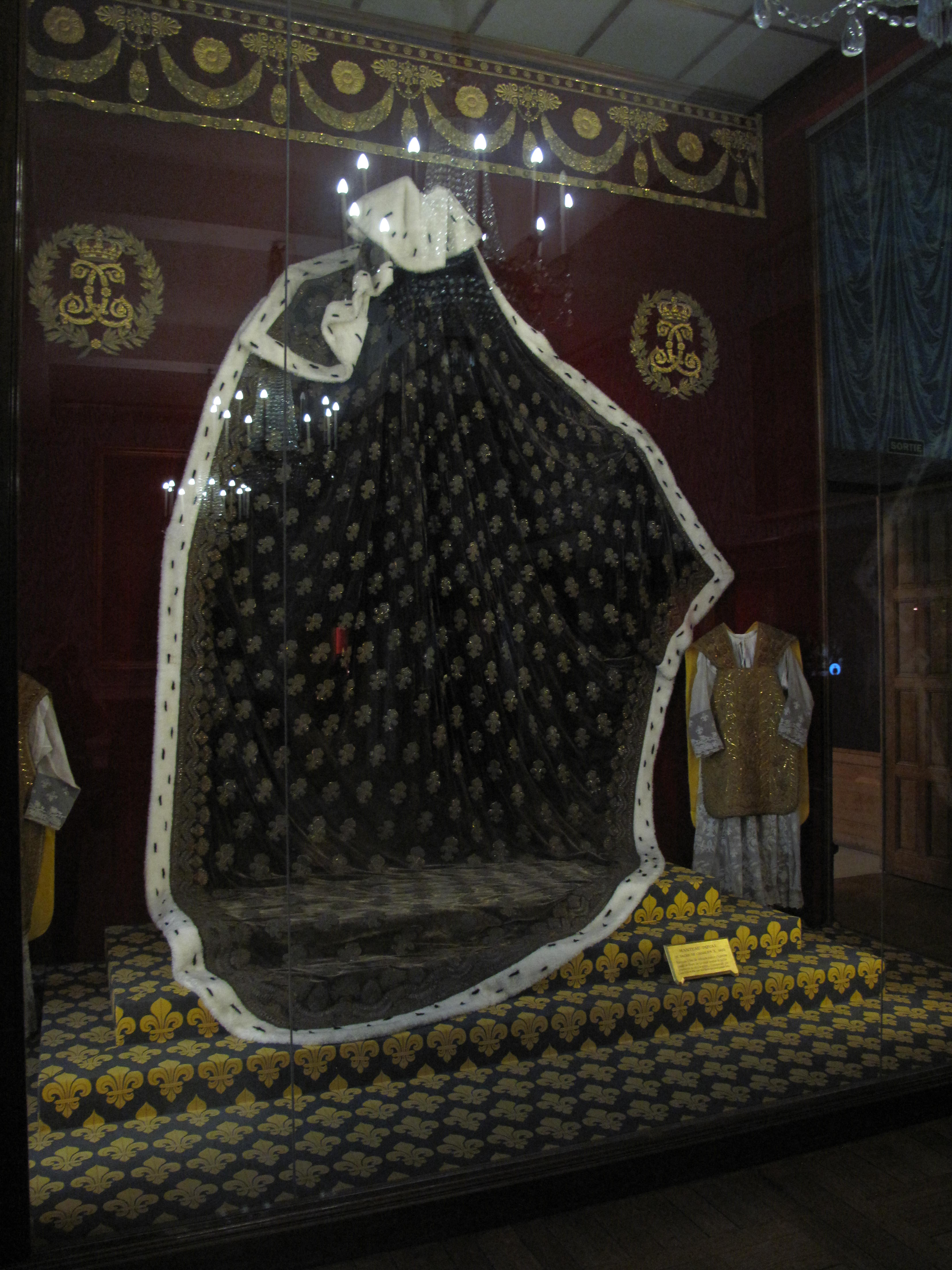
Áo choàng đăng quang của Vua Charles X. Được bảo quản tại palais du Tau ở Reims (Marne, Pháp).

Giống như chế độ phục hoàng, lễ đăng quang được coi là sự thỏa hiệp giữa truyền thống quân chủ và Hiến chương năm 1814: lễ đăng quang bao gồm các giai đoạn chính của nghi lễ truyền thống như bảy nghi lễ xức dầu hoặc lời tuyên thệ trên Phúc âm, tất cả đều liên quan đến lời tuyên thệ trung thành của Nhà vua đối với Hiến chương năm 1814 hoặc sự tham gia của các Thân vương lớn vào nghi lễ với tư cách là trợ lý của Tổng giám mục xứ Reims.
Một ủy ban được giao nhiệm vụ đơn giản hóa và hiện đại hóa buổi lễ và làm cho nó phù hợp với các nguyên tắc của chế độ quân chủ theo Hiến chương (xóa bỏ lời hứa đấu tranh chống lại những kẻ dị giáo và ngoại đạo, xóa bỏ mười hai quý tộc, xóa bỏ các tài liệu tham khảo về hoàng gia Do Thái, v.v.) - lễ đăng quang kéo dài ba tiếng rưỡi.
Trên thực tế, sự lựa chọn lễ đăng quang đã được những người theo chủ nghĩa quân chủ hoan nghênh vì ủng hộ chế độ quân chủ lập hiến và nghị viện, không chỉ những người hoài niệm về Ancien Régime; thực tế là buổi lễ đã được hiện đại hóa và thích nghi với thời đại mới đã khuyến khích Chateaubriand, một người theo chủ nghĩa quân chủ phi chuyên chế và là người ủng hộ nhiệt thành Hiến chương năm 1814, mời nhà vua lên ngôi. Trong tờ Brochure Nhà vua đã băng hà! Đức vua vạn tuế! Chateaubriand giải thích rằng lễ đăng quang sẽ là "mắt xích trong chuỗi liên kết lời tuyên thệ của chế độ quân chủ mới với lời tuyên thệ của chế độ quân chủ cũ"; đó là sự tiếp nối với Ancien Régime hơn là sự trở lại của nó mà những người theo chủ nghĩa quân chủ ca ngợi, Charles X đã thừa hưởng những phẩm chất của tổ tiên mình: "sùng đạo như Thánh Louis, hòa nhã, nhân hậu và cảnh giác như Louis XII, lịch sự như Francis I, thẳng thắn như Henry IV".
Lễ đăng quang cho thấy tính liên tục của triều đại song hành với tính liên tục về chính trị; đối với Chateaubriand: "Hiến pháp hiện tại chỉ là văn bản được trẻ hóa của bộ luật về các quyền bầu cử cũ của chúng ta".
Lễ đăng quang này kéo dài trong nhiều ngày: lễ cầu kinh chiều ngày 28 tháng 5; Ngày 29 tháng 5, lễ đăng quang chính thức, do Tổng giám mục xứ Reims, Đức cha Jean-Baptiste de Latil chủ trì, đặc biệt có sự hiện diện của Chateaubriand, Alphonse de Lamartine, Victor Hugo và đông đảo khán giả; Ngày 30 tháng 5, lễ trao giải cho các Hiệp sĩ của Dòng Chúa Thánh Thần và cuối cùng, ngày 31 tháng 5, nghi lễ Chạm hoàng gia.
Do đó, lễ đăng quang của Charles X dường như là một sự thỏa hiệp giữa truyền thống của Ancien Régime và những thay đổi chính trị đã diễn ra kể từ Cách mạng. Tuy nhiên, lễ đăng quang có ảnh hưởng hạn chế đến dân chúng, tâm lý không còn như ngày xưa nữa. Từ đó trở đi, lễ đăng quang đã gây ra sự khó hiểu trong một số bộ phận dư luận.
Luigi Cherubini là người sáng tác nhạc cho Thánh lễ đăng quang. Nhân dịp này, nhà soạn nhạc Gioachino Rossini đã sáng tác vở Opera Il Viaggio a Reims.

### Chính sách nội trị

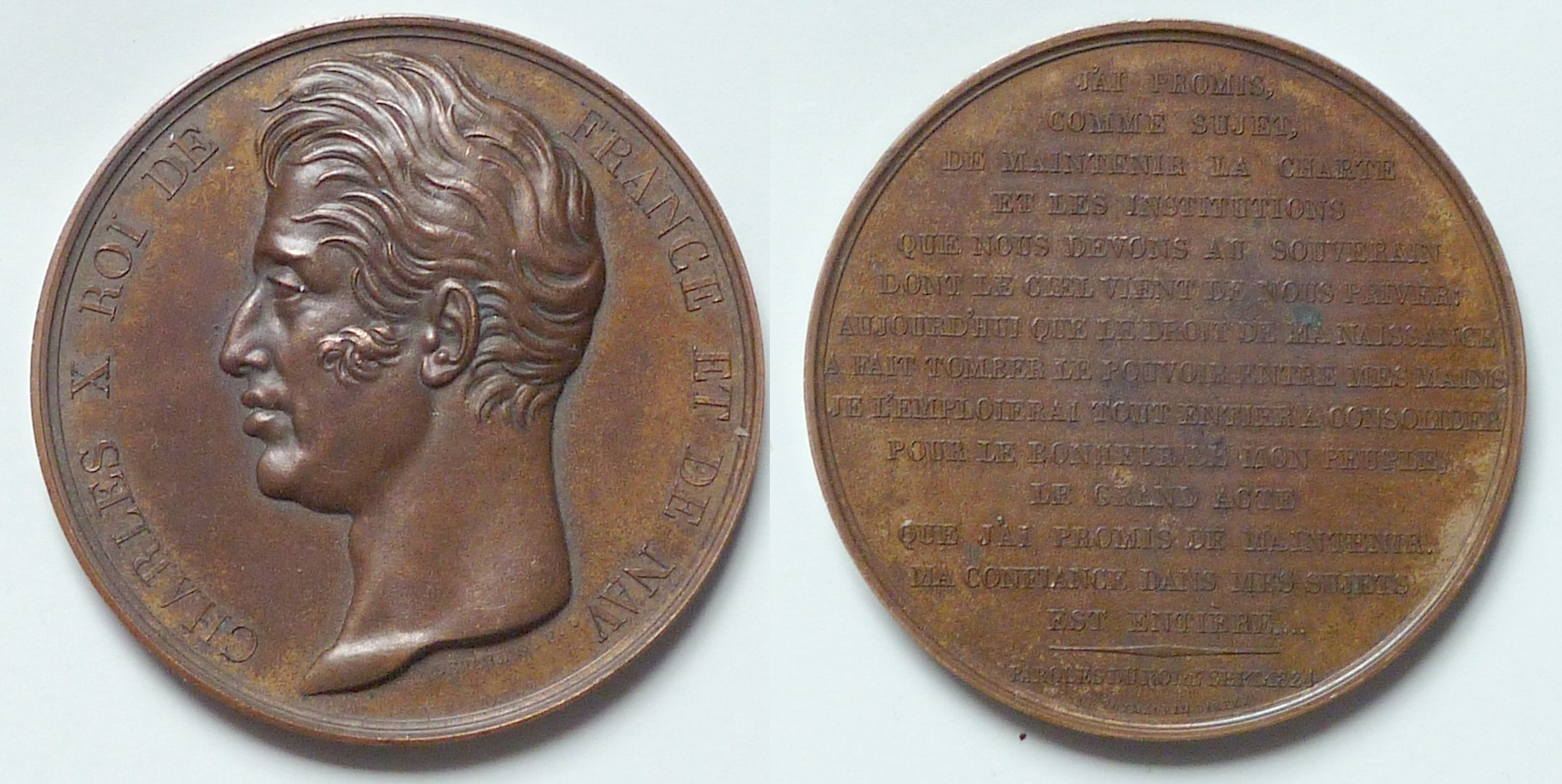
Medal được khắc bởi Alexis-Joseph Depaulis, mặt sau có lời tuyên thệ của Charles X về Hiến chương Hiến pháp, ngày 17 tháng 9 năm 1824.

Giống như Hoàng đế Napoleon và Louis XVIII trước ông, Charles X chủ yếu sống tại Cung điện Tuileries và vào mùa hè, tại Château de Saint-Cloud, hai tòa nhà hiện không còn tồn tại. Thỉnh thoảng ông ở lại Château de Compiègne và Cung điện Fontainebleau, trong khi Cung điện Versailles, nơi ông sinh ra, vẫn không có người ở.
Triều đại của Charles X bắt đầu bằng một số biện pháp tự do như bãi bỏ kiểm duyệt báo chí, nhưng nhà vua đã gia hạn nhiệm kỳ của Joseph de Villèlle, chủ tịch hội đồng từ năm 1822, và trao quyền cai trị cho những người theo chủ nghĩa bảo hoàng cực đoan.
Ông đã đến gần hơn với dân chúng trong chuyến đi đến miền bắc nước Pháp vào tháng 9 năm 1827, sau đó đến miền đông nước Pháp vào tháng 9 năm 1828. Ông đi cùng con trai cả và người thừa kế của mình, Công tước xứ Angoulême, hiện là Vương thái tử của Pháp.
Trong hành động đầu tiên của mình với tư cách là vua, Charles đã cố gắng mang lại sự hòa nhã cho Nhà Bourbon bằng cách ban phong cách Royal Highness cho những người anh em họ của mình thuộc Nhà Orléans, một danh hiệu bị Louis XVIII từ chối vì cựu Công tước Orléans đã bỏ phiếu ủng hộ chém đầu vua Louis XVI.
Charles đã đưa cho thủ tướng của mình, Villèlle danh sách các luật cần được phê chuẩn tại mỗi quốc hội. Vào tháng 4 năm 1825, chính phủ đã phê duyệt luật ban đầu do Louis XVIII đề xuất để trả tiền bồi thường (biens nationaux) cho các nhà quý tộc có tài sản bị tịch thu trong Cách mạng. Luật này đã trao khoảng 988 triệu franc trái phiếu chính phủ cho những người đã mất đất đai, để đổi lấy việc họ từ bỏ quyền sở hữu của mình. Cùng tháng đó, Đạo luật chống báng bổ đã được thông qua. Chính phủ của Charles đã cố gắng tái lập chế độ trưởng nam dành riêng cho nam giới đối với các gia đình nộp hơn 300 franc tiền thuế, nhưng điều này đã bị bác bỏ tại Viện đại biểu.
Việc Charles không phải là một nhà cai trị được lòng dân ở thành thị Paris phần lớn có tư tưởng tự do đã trở nên rõ ràng vào tháng 4 năm 1827, khi tình trạng hỗn loạn xảy ra trong cuộc duyệt binh của nhà vua đối với Vệ binh Quốc gia tại Paris. Để trả đũa, Vệ binh Quốc gia đã bị giải tán nhưng vì các thành viên của nó không bị giải giáp nên nó vẫn là một mối đe dọa tiềm tàng. Sau khi mất đa số ghế trong quốc hội trong cuộc tổng tuyển cử vào tháng 11 năm 1827, Charles đã bãi nhiệm Thủ tướng Villèle vào ngày 5 tháng 1 năm 1828 và bổ nhiệm Jean-Baptise de Martignac, một người mà nhà vua không ưa và chỉ coi là tạm thời. Vào ngày 5 tháng 8 năm 1829, Charles đã bãi nhiệm Martignac và bổ nhiệm Jules de Polignac, tuy nhiên, người này đã mất đa số ghế trong quốc hội vào cuối tháng 8, khi phe Chateaubriand đào tẩu. Bất chấp điều đó, Polignac vẫn giữ được quyền lực và từ chối triệu hồi các Viện cho đến tháng 3 năm 1830.

### Chinh phục Algeria
Vào ngày 31 tháng 1 năm 1830, chính quyền Polignac quyết định gửi một đoàn viễn chinh quân sự đến Algeria để chấm dứt mối đe dọa của cướp biển Algeria đối với hoạt động thương mại Địa Trung Hải, đồng thời hy vọng sẽ tăng thêm sự ủng hộ của chính quyền mình thông qua một chiến thắng quân sự. Cái cớ cho cuộc chiến là sự phẫn nộ của Phó vương Algeria, người đã đánh viên lãnh sự Pháp bằng cán của cây đập ruồi trong cơn thịnh nộ vì Pháp không trả được nợ từ cuộc xâm lược Ai Cập của Napoleon. Quân đội Pháp chiếm đóng Algiers vào ngày 5 tháng 7.

### Cách mạng tháng Bảy

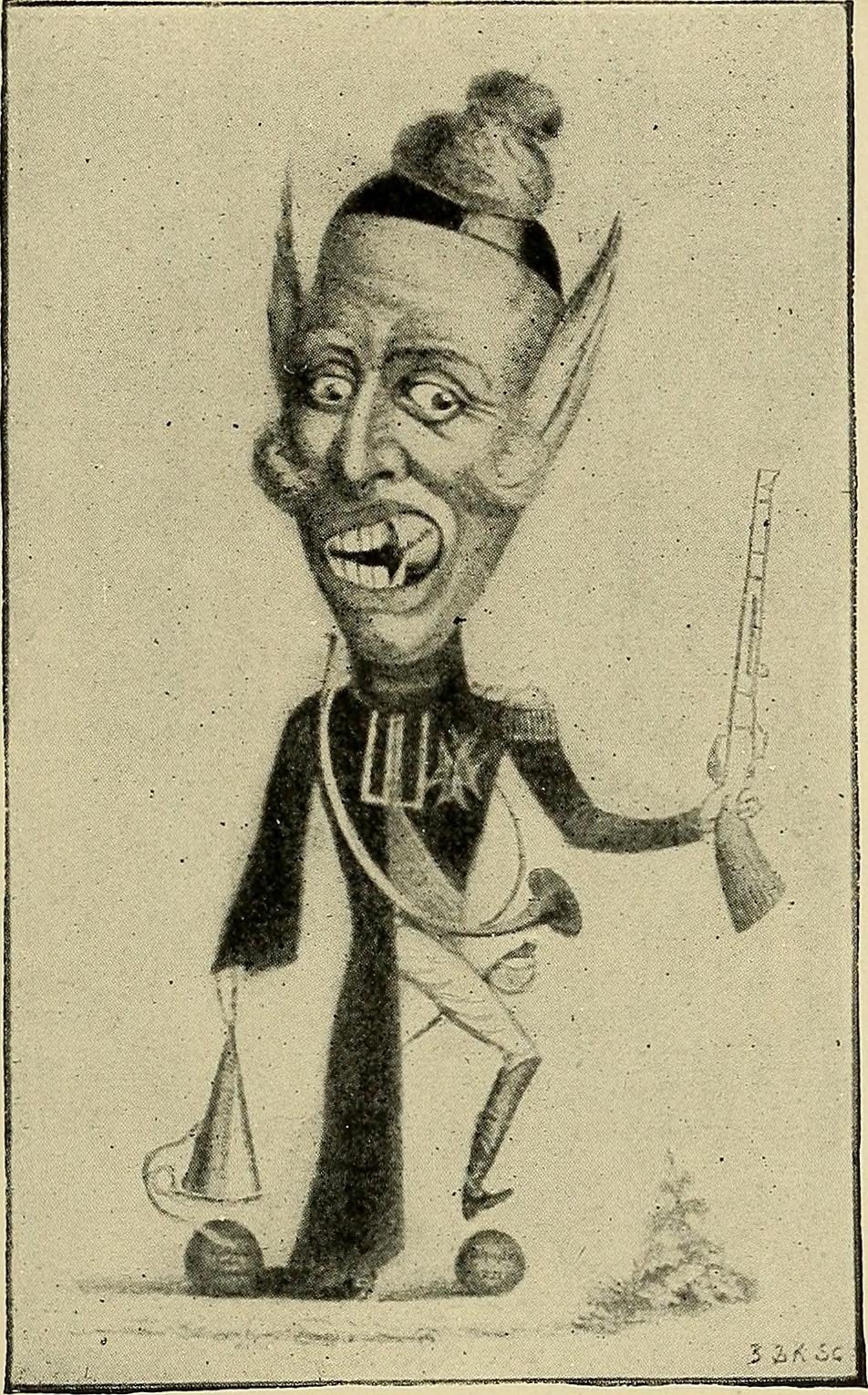
THE GREAT NUTCRACKER OF JULY 25th. Trong bức biếm họa này, Charles X cố gắng bẻ một quả bóng bi-a có khắc chữ "charter" bằng răng, nhưng thấy quả bóng quá cứng để bẻ.

Các Viện họp vào ngày 2 tháng 3 năm 1830, nhưng bài phát biểu khai mạc của Charles đã vấp phải phản ứng tiêu cực từ nhiều đại biểu. Một số người đã đưa ra dự luật yêu cầu bộ trưởng của Nhà vua phải có được sự ủng hộ của các Viện, và vào ngày 18 tháng 3, 221 đại biểu, đa số là 30, đã bỏ phiếu thuận. Tuy nhiên, Nhà vua đã quyết định tổ chức tổng tuyển cử và Viện đã bị đình chỉ vào ngày 19 tháng 3.
Cuộc bầu cử ngày 23 tháng 6 không tạo ra được đa số phiếu ủng hộ chính phủ. Vào ngày 6 tháng 7, nhà vua và các bộ trưởng của ông đã quyết định đình chỉ hiến pháp, theo quy định tại Điều 14 của Hiến chương trong trường hợp khẩn cấp. Vào ngày 25 tháng 7, tại cung điện hoàng gia ở Saint-Cloud, Charles đã ban hành bốn sắc lệnh kiểm duyệt báo chí, giải tán viện mới được bầu, thay đổi hệ thống bầu cử và kêu gọi bầu cử theo hệ thống mới vào tháng 9.
Các sắc lệnh này nhằm mục đích dập tắt sự bất bình của người dân nhưng lại có tác dụng ngược lại. Các nhà báo tụ tập phản đối tại trụ sở của tờ báo Le National, được thành lập vào tháng 1 năm 1830 bởi Adolphe Thiers, Armand Carrel và những người khác. Vào thứ Hai, ngày 26 tháng 7, tờ báo chính phủ Le Moniteur Universel đã công bố các sắc lệnh, và Thiers đã công bố lời kêu gọi nổi loạn có chữ ký của 43 nhà báo: "Chế độ pháp lý đã bị gián đoạn: chế độ vũ lực đã bắt đầu... Tuân thủ không còn là nghĩa vụ nữa!" Vào buổi tối, đám đông tụ tập tại các khu vườn của Palais-Royal, hô vang "Đả đảo bọn Bourbon!" và "Hiến chương muôn năm!". Khi cảnh sát đóng cửa các khu vườn, đám đông tụ tập lại trên một con phố gần đó, nơi họ đập vỡ đèn đường.
Sáng hôm sau ngày 27 tháng 7, cảnh sát đã đột kích và đóng cửa các tờ báo bao gồm cả tờ Le National. Khi những người biểu tình, những người đã quay trở lại khu vườn Palais-Royal, nghe được tin này, họ đã ném đá vào những người lính, khiến họ phải nổ súng. Đến tối, thành phố hỗn loạn và các cửa hàng bị cướp bóc. Vào ngày 28 tháng 7, những kẻ bạo loạn bắt đầu dựng rào chắn trên đường phố. Thống chế Marmont, người được triệu tập vào ngày hôm trước để khắc phục tình hình, đã tấn công, nhưng một số người của ông đã đào tẩu sang phe những kẻ bạo loạn, và đến chiều, ông phải rút lui về Cung điện Tuileries.
Các thành viên của Viện đại biểu đã cử một phái đoàn gồm năm người đến gặp Marmont, thúc giục ông khuyên nhà vua xoa dịu những người biểu tình bằng cách bãi bỏ 4 Sắc lệnh. Theo yêu cầu của Marmont, thủ tướng đã nộp đơn lên nhà vua, nhưng Charles đã từ chối mọi thỏa hiệp và sa thải các bộ trưởng của mình vào buổi chiều hôm đó, nhận ra tình hình bấp bênh. Tối hôm đó, các thành viên của Phòng họp tại nhà của Jacques Laffitte và bầu Công tước Louis Philippe d'Orléans lên ngôi vua, công bố quyết định của họ trên các áp phích khắp thành phố. Đến cuối ngày, quyền lực của chính phủ Charles đã bốc hơi.
Vài phút sau nửa đêm ngày 31 tháng 7, được Tướng Gresseau cảnh báo rằng người Paris đang có kế hoạch tấn công dinh thự Saint-Cloud, Charles X quyết định tìm nơi ẩn náu tại Versailles cùng gia đình và triều đình, ngoại trừ Công tước xứ Angoulême, người ở lại với quân đội, và Công tước phu nhân xứ Angoulême, người đang chiếm giữ vùng nước tại Vichy. Trong khi đó, tại Paris, Louis Philippe đảm nhận chức vụ Lieutenant General của Vương quốc. Con đường của Charles đến Versailles đầy rẫy quân đội hỗn loạn và những kẻ đào ngũ. Hầu tước de Vérac, thống đốc Cung điện Versailles, đã đến gặp nhà vua trước khi đoàn tùy tùng hoàng gia vào thị trấn, để nói với ông rằng cung điện không an toàn, vì lực lượng vệ binh quốc gia Versailles mặc quốc kỳ ba màu cách mạng đang chiếm giữ quảng trường. Sau đó, Charles lên đường đến Trianon lúc năm giờ sáng. Sau đó trong ngày hôm đó, sau khi Công tước xứ Angoulême từ Saint-Cloud đến cùng quân đội của mình, Charles đã ra lệnh khởi hành đến Rambouillet, nơi họ đến nơi ngay trước nửa đêm. Vào sáng ngày 1 tháng 8, Công tước phu nhân xứ Angoulême, người đã vội vã rời khỏi Vichy sau khi biết tin, đã đến Rambouillet.
Ngày hôm sau, ngày 2 tháng 8, Vua Charles X thoái vị, bỏ qua con trai mình là Dauphin để ủng hộ cháu trai mình là Henri, Công tước xứ Bordeaux, khi đó chưa đầy 10 tuổi. Lúc đầu, Công tước xứ Angoulême (Dauphin) đã từ chối ký vào văn bản từ bỏ quyền kế vị ngai vàng của nước Pháp. Theo Nữ công tước Maillé, "đã có một cuộc cãi vã dữ dội giữa người cha và người con. Chúng tôi có thể nghe thấy giọng nói của họ ở phòng bên cạnh." Cuối cùng, sau 20 phút, Công tước xứ Angoulême miễn cưỡng ký vào bản tuyên bố của cha mình:
"Em họ của tôi, tôi quá đau buồn vì những điều bất hạnh đang hành hạ hoặc đe dọa người dân của tôi, không tìm cách tránh chúng. Do đó, tôi đã quyết định thoái vị để ủng hộ cháu trai tôi, Công tước xứ Bordeaux. Thái tử, người chia sẻ cảm xúc của tôi, cũng từ bỏ quyền lợi của mình để ủng hộ cháu trai mình. Do đó, với tư cách là Lieutenant General của Vương quốc, ông sẽ tuyên bố Henri V lên ngôi. Hơn nữa, ông sẽ thực hiện mọi biện pháp thích hợp để điều chỉnh các hình thức chính phủ trong thời gian vị vua mới còn nhỏ. Ở đây, tôi chỉ giới hạn bản thân mình trong việc nêu ra những sắp xếp này, như một biện pháp để tránh những điều bất hạnh hơn nữa. Ông sẽ truyền đạt ý định của tôi tới đoàn ngoại giao và sẽ cho tôi biết sớm nhất có thể về bản tuyên bố mà theo đó cháu trai tôi sẽ được công nhận là vua dưới danh nghĩa Henri V."

Louis Philippe đã bỏ qua tài liệu này và vào ngày 9 tháng 8, ông đã tự mình tuyên bố bản thân là Vua của Pháp bởi các thành viên của viện.

### Lần lưu vong thứ hai và cái chết

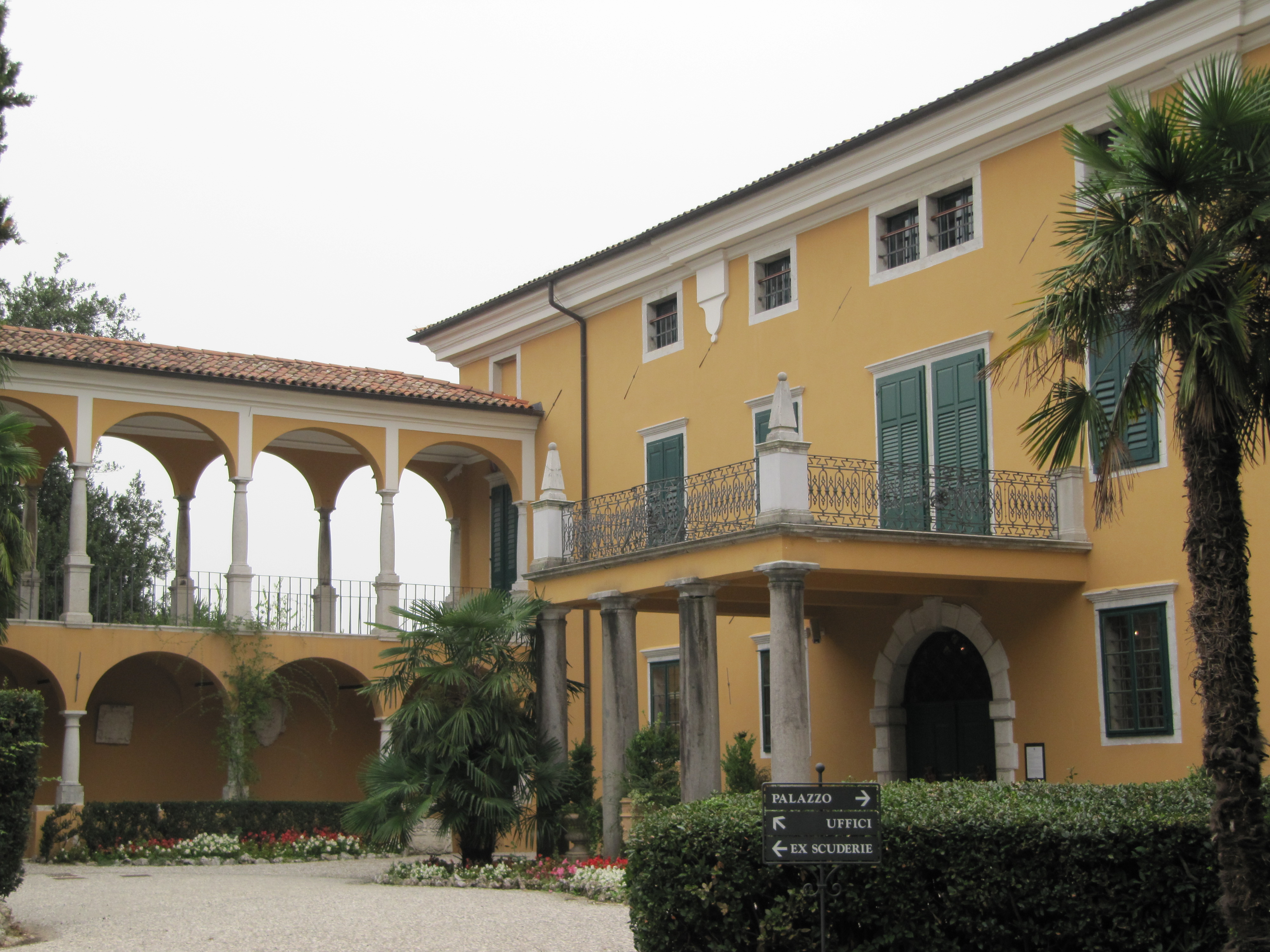
Cung điện Coronini Cronberg ở Gorizia, nơi Charles X đã trải qua tháng cuối đời

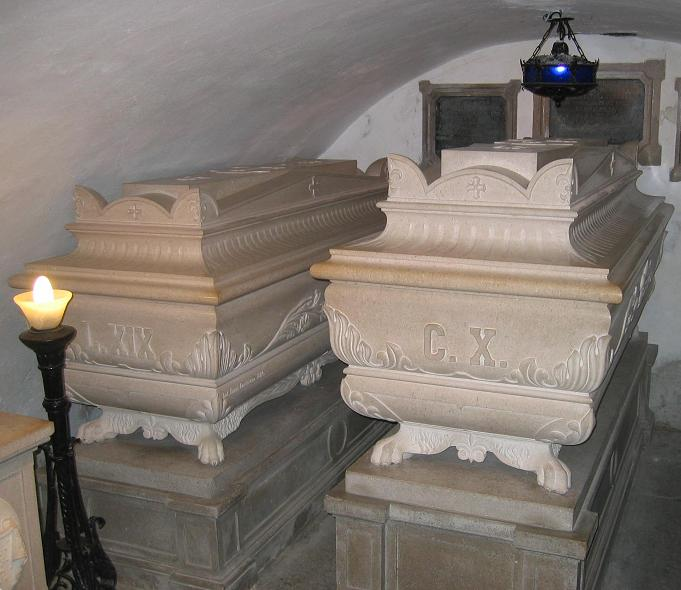
Lăng mộ của Charles X và con trai ông là Louis tại Tu viện Kostanjevica ở thị trấn Nova Gorica của Slovenia.

Khi một đám đông khoảng 14.000 người đang chuẩn bị tấn công, gia đình hoàng gia đã rời Rambouillet và vào ngày 16 tháng 8, lên tàu đến Vương quốc Anh trên những chiếc tàu thủy chở hàng do Louis Philippe cung cấp. Được thủ tướng Anh, Công tước xứ Wellington, thông báo rằng họ cần phải đến Anh với tư cách là công dân bình thường, tất cả các thành viên trong gia đình đều lấy bí danh; Charles X tự xưng là "Bá tước xư Ponthieu". Người Anh đã chào đón gia đình Bourbon một cách lạnh lùng, khi họ đến, người chế giễu bằng cách vẫy những lá cờ ba màu mới được thông qua.
Charles X nhanh chóng bị các chủ nợ của mình theo chân đến Anh, những người đã cho ông vay một khoản tiền lớn trong lần lưu vong đầu tiên và vẫn chưa được trả hết. Tuy nhiên, gia đình đã có thể sử dụng số tiền mà vợ của Charles đã gửi ở London.
Nhà Bourbon được phép cư trú tại Lâu đài Lulworth ở Dorset, nhưng nhanh chóng chuyển đến Cung điện Holyrood ở Edinburgh, gần Công tước phu nhân xứ Berry tại Regent Terrace.
Mối quan hệ của Charles với con dâu tỏ ra không mấy thoải mái, vì Nữ công tước tuyên bố mình là nhiếp chính cho con trai bà là Henry, Công tước xứ Bordeaux, người hiện là người chính thức đòi ngai vàng của Pháp. Lúc đầu, Charles từ chối vai trò này của bà, nhưng vào tháng 12 đã đồng ý ủng hộ yêu sách của bà sau khi bà trở lại Pháp. Năm 1831, Công tước phu nhân rời Anh qua Hà Lan, Phổ và Áo để đến với gia đình bà ở Naples.
Nhận được ít sự ủng hộ, bà đến Marseille vào tháng 4 năm 1832, và đến Vendée, nơi bà cố gắng kích động một cuộc nổi loạn chống lại chế độ mới. Bà bị giam giữ ở đó, khiến cha chồng bà là Charles vô cùng xấu hổ. Ông càng thất vọng hơn khi sau khi được thả, Công tước phu nhân kết hôn với Bá tước Lucchesi Palli, một quý tộc nhỏ người Neapolitan. Để đáp lại cuộc hôn nhân quý tiện kết hôn này, Charles đã cấm bà gặp các con của mình.
Theo lời mời của Hoàng đế Franz I của Áo, gia đình Bourbon chuyển đến Prague vào mùa đông năm 1832/33 và được cấp chỗ ở tại Cung điện Hradschin. Vào tháng 9 năm 1833, những người theo chủ nghĩa hợp pháp của Bourbon đã tụ tập tại Prague để kỷ niệm sinh nhật lần thứ 13 của Công tước xứ Bordeaux. Họ mong đợi những lễ kỷ niệm lớn, nhưng Charles X chỉ tuyên bố cháu trai mình đã trưởng thành.
Cùng ngày, sau nhiều lần được Chateaubriand nài nỉ, Charles đã đồng ý gặp con dâu của mình, cuộc gặp diễn ra tại Leoben vào ngày 13 tháng 10 năm 1833. Các con của Công tước phu nhân đã từ chối gặp bà sau khi biết về cuộc hôn nhân thứ hai của bà. Charles từ chối yêu cầu của Công tước phu nhân, nhưng sau khi bị người con dâu khác của mình là Công tước phu nhân xứ Angoulême phản đối, ông đã chấp thuận. Vào mùa hè năm 1834, ông lại cho phép Công tước phu nhân xứ Berry gặp con của bà.
Sau khi hoàng đế Áo Franz qua đời vào tháng 3 năm 1835, gia tộc Bourbon rời khỏi Lâu đài Prague vì hoàng đế mới Ferdinand muốn sử dụng nơi này để tổ chức lễ đăng quang. Gia tộc Bourbon ban đầu chuyển đến Teplitz. Sau đó, khi Ferdinand tiếp tục sử dụng Lâu đài Prague, Lâu đài Kirchberg đã được mua cho họ. Việc chuyển đến đó đã bị hoãn lại do dịch tả bùng phát tại địa phương.
Trong khi đó, Charles rời đi đến vùng có khí hậu ấm hơn trên bờ biển Địa Trung Hải của Áo vào tháng 10 năm 1835. Khi đến Görz (Gorizia) thuộc Vương quốc Illyria, ông bị mắc bệnh tả và qua đời vào ngày 6 tháng 11 năm 1836. Người dân thị trấn phủ cửa sổ bằng vải tang đen. Charles được chôn cất tại Nhà thờ Truyền tin của Đức Mẹ, trong Tu viện Kostanjevica của dòng Phanxicô (nay ở Nova Gorica, Slovenia), nơi hài cốt của ông nằm trong một hầm mộ cùng với hài cốt của gia đình ông. Ông là vị vua duy nhất của Pháp được chôn cất bên ngoài đất nước.
Một phong trào được cho là đã bắt đầu vào năm 2016 ủng hộ việc chôn cất hài cốt của Charles X cùng với các quốc vương Pháp khác tại Vương cung thánh đường St Denis, mặc dù Louis Alphonse, người đứng đầu hiện tại của Nhà Bourbon, đã tuyên bố vào năm 2017 rằng ông muốn hài cốt của tổ tiên mình được nằm nguyên vẹn.